# Меринг, Франц
Франц Меринг (нем. Franz Mehring; 27 февраля 1846, Шлаве, Померания — 29 января 1919, Берлин) — немецкий философ, историк, публицист и политик. Считается одним из ведущих марксистских историков. Ленин в 1908 году охарактеризовал его как «человека не только желающего, но и умеющего быть марксистом».
Первый биограф К. Маркса.

## Биография
Франц Меринг родился в семье отставного военного и высокопоставленного налогового чиновника. Посещал гимназию в Грайфенберге и в 1866—1870 годах изучал классическую филологию в Лейпциге и Берлине.
В начале Меринг придерживался буржуазно-демократических взглядов. С 1870 года работал на различные ежедневные и еженедельные газеты, многие годы писал передовицы для еженедельника «Новое время» (нем. Die Neue Zeit). В 1868 году для продолжения обучения переехал в Берлин. В Берлине сотрудничал в редакции буржуазно-демократической газеты «Будущее» (нем. Die Zukunft). В 1882 году в Лейпциге Мерингу была присвоена степень доктора филологических наук.
Впервые Меринг познакомился с Августом Бебелем и Вильгельмом Либкнехтом ещё в 1867 году, и это знакомство поначалу не оказало особого влияния на его политические взгляды. Под впечатлением от войны с Францией Меринг всё более удалялся от демократов и сближался с национал-либеральным лагерем. Однако позднее он вновь вернулся на демократические позиции. В 1871—1874 годах Меринг был парламентским корреспондентом при «Ольденбургском корреспондентском бюро» (нем. Oldenberg’sche Korrespondenzbüro) и освещал деятельность рейхстага и ландтага.
Периодически Меринг выступал в поддержку рабочего движения, его взгляды первоначально были близки к Фердинанду Лассалю. В 1880 году Меринг вплотную занялся изучением трудов Карла Маркса, которые произвели на него сильное впечатление. Критика антисоциалистических законов и убеждённость в том, что социальное законодательство, принятое при Бисмарке, не может коренным образом разрешить социальные проблемы, привели к новому сближению Меринга с социал-демократами. Так в 1884 году Меринг становится сотрудником, а с 1889 году — главным редактором либеральной берлинской газеты «Фолькс-Цайтунг» (нем. Volks-Zeitung), рупора самых решительных противников антисоциалистических законов в буржуазной среде. В это время у Меринга складываются дружеские отношения с Бебелем и Либкнехтом. Разрыв с буржуазной прессой происходит в 1890 году по личным причинам.

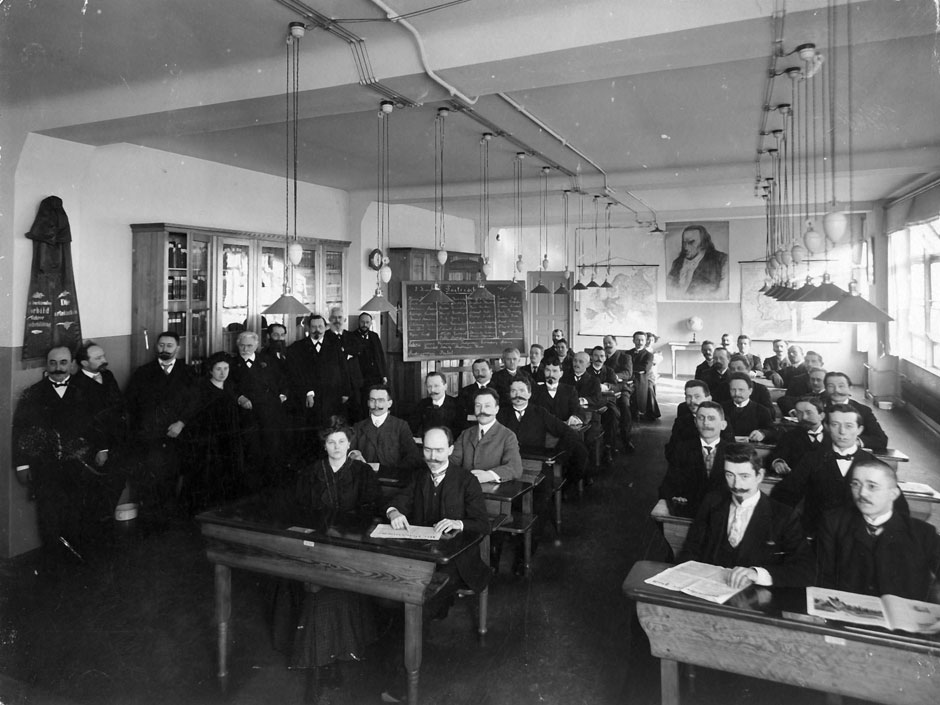
Партийная школа Социал-демократической партии Германии, 1907
Преподаватели, стоящие справа, слева направо: Хьюго Гейнеманн, Генрих Шульц (политик), Курт Розенфельд, Роза Люксембург, Август Бебель, Штадтгаген, Артур, Генрих Кунов, Франц Меринг, Эммануэль Вурм.
Среди студентов: левый ряд, слева во втором ряду — Вильгельм Пик, правый ряд, третий ряд слева — Фридрих Эберт.

В 1891 году Меринг вступил в СДПГ. В дальнейшем он работал на несколько социал-демократических периодических изданий. В 1891—1913 годах Меринг писал статьи для «Нового времени», которое на тот момент являлось наиболее крупным изданием немецких социал-демократов по теоретическим вопросам. В 1902—1907 годы Меринг работал главным редактором социал-демократической «Лейпцигской народной газеты» (нем. Leipziger Volkszeitung). Помимо публицистической деятельности Меринг преподавал в центральной партийной школе СДПГ.
На внутрипартийных дебатах, проходивших до начала Первой мировой войны, где Эдуард Бернштейн и новый председатель партии Фридрих Эберт выступили с ревизионистских позиций, ориентированных на путь реформирования, Франц Меринг, как и Карл Либкнехт, отстаивал подлинные представления о классовой борьбе. Несмотря на своё буржуазное происхождение и позднее обращение к идеям рабочего движения, Меринг находился в рядах самых решительных защитников революционных идей марксизма.
Во время Первой мировой войны Меринг дистанцировался от социал-демократов, придерживавшихся политики отказа от классовой борьбы на время ведения военных действий. Это привело к расколу в партии. Вместе с Карлом Либкнехтом и Розой Люксембург Франц Меринг стал одним из лидеров основанного в 1916 году «Союза Спартака». В 1915 году Меринг стал соиздателем газеты «Интернационал» (нем. Die Internationale). В 1917 году «Союз Спартака» вошёл в качестве фракции в Независимую социал-демократическую партию Германии, выступавшую за немедленное прекращение войны. Меринг остался в рядах «Союза Спартака» и активно участвовал в конце 1918 года в подготовке учредительного съезда Коммунистической партии Германии.
Морально подавленный убийством своей подруги и соратника Розы Люксембург 15 января в результате подавления восстания спартакистов, он сам заболел и умер 29 января. Могила Франца Меринга находится на берлинском центральном кладбище Фридрихсфельде.
Имя Франца Меринга носили: улица в Одессе (ныне — улица Нежинская, носила название с 1920 по 1994 г.) и переулок в Виннице (с 2015 г. — переулок Густава Брилинга).

## Труды
Труды Франца Меринга сыграли большую роль в развитии рабочего движения и социал-демократии. Особое значение имеет его «История немецкой социал-демократии» (1898). Его «История Германии с конца средних веков», вышедшая в 1910—1911 гг., использует метод исторического материализма Маркса и Энгельса. Меринг был одним из первых историков, последовательно применявших марксизм в исторической науке. Незадолго до своей смерти Меринг опубликовал первую и до настоящего времени самую значимую биографию Карла Маркса.
- Herr von Treitschke, der Sozialistentödter und die Endziele des Liberalismus — Eine sozialistische Replik. Genossenschaftsbuchdruckerei, Leipzig 1875.
- Kapital und Presse. Ein Nachspiel zum Falle Lindau, Berlin, K. Brachvogel 1891.
- Die Lessing-Legende. 1892.
- Gustav Adolf. Ein Fürstenspiegel zu Lehr und Nutz der deutschen Arbeiter, Berlin, Verlag der Expedition des Vorwärts, 1894.
- Heinrich Heine, Berlin, Dietz, 1986.
- Geschichte der deutschen Sozialdemokratie. 1897—1898.
- Jena und Tilsit. Ein Kapitel ostelbischer Junkergeschichte, Leipzig, Verlag der Leipziger Buchdruckerei, 1906.
- Eine Geschichte der Kriegskunst, Stuttgart, Paul Singer, 1908.
- Deutsche Geschichte vom Ausgang des Mittelalters. 1910—1911.
- 1813 bis 1819. Von Kalisch bis Karlsbad. 1913.
- Karl Marx. Geschichte seines Lebens. 1918.
- Zur Preussischen Geschichte. Bd 1: Vom Mittelalter bis Jena Bd. 2: Von Tilsit bis zur Reichsgründung, Berlin, Soziologische Verlagsanstalt, 1930.
- Zur Geschichte der Philosophie, Berlin, Soziologische Verlagsanstalt, 1931.
- Gesammelte Schriften. Herausgegeben von Thomas Höhle, Hans Koch und Josef Schleifstein. 15 Bände. Dietz, Berlin 1960 ff.
- Просвещённый абсолютизм Фридриха Великого: К истории Германии / соч. Ф. Меринга; пер. с нем. А. И. Израилитина. — СПб.: Просвещение, 1896. — 172 с. — (Библиотека «Просвещения»).
- Из общественных учений 19-го века / Пер. с нем. В. Ч. — СПб.: Молот, 1905. — 30, [1] с.
- Сущность научного коллективизма: Эскиз экон. учения К. Маркса / Пер. с нем. А. Козлова. — Киев: С. И. Иванов и К°, 1906. — 20 с. — (Избранная библиотека; № 17).
- Юношеские годы Карла Маркса / Пер. с нем. М. И. Толмачёвой. — М.: М. Н. Прокопович, 1906. — 48 с.
- Легенда о Лессинге: с приложением статьи об историческом материализме / с немецкого пер. I. T.; под. ред. А. Луначарского. — СПб.: Типо-Литография С. М. Муллер, 1907. — 512 с. — (Дешёвая библиотека Товарищества «Знание». № 288).
- Некоторые замечания о теории и практике марксизма / Пер. Вас. Берга; Под ред. Шлихтера. — СПб.: Знание, 1907. — 36 с. — (Дешёвая библиотека товарищества «Знание». № 220).
- В эпоху войны и краха Интернационала / пер. с нем. Г. Гимельфарба. — Петербург: Всеукраинское изд-во Ц. И. К. С. Украины, 1919. — 52 с.
- «Капитал» Маркса: (Главное произведение научного социализма). — Мн.: Звезда, 1919. — 16 с.
- В дни войны / Пер. с нем. Л. Я. Круковской. — Петербург: Гос. изд-во, 1922. — 56 с.
- История германской социал-демократии. — Т. 1. До революции 1848 г. — М.: Гос. изд-во, 1923. — 358 с.
- История германской социал-демократии. — Т. 2. До прусского конституционного конфликта (1862 г.). — М.: Гос. изд-во, 1923. — 344 с.
- История германской социал-демократии. — Т. 3. История германской социал-демократии: до Франко-Прусской войны: [кн. 3—4] / предисл. И. Степанов . — 2-е изд . — М.; Пг.: Государственное издательство, 1923. — 376 с. — Содерж.: Агитация Лассаля. — Кн. 3; Раздоры между фракциями. — Кн. 4.
- Милиция и постоянное войско: Пер. с нем. — М.: Красная новь, 1923. — 62 с.
- История Германии с конца средних веков / Пер. и предисл. И. Степанова. — 3-е изд. — М.: Красная новь, 1924. — 282 с.
- История Германии с конца Средних веков, 1924
- История германской социал-демократии. — Т. 4. До выборов 1903 года. — М.: Гос. изд-во, 1924. — 320 с.
- Легенда о Лессинге / Пер. с нем. с предисл. Э. Цобеля. — М.: Красная новь, 1924. — 378, [1] с.
- Некоторые замечания о теории и практике марксизма. — Иваново-Вознесенск: Основа, 1924. — 46 с.
- В борьбе с классовой юстицией: сборник статей / пер. с нем. под. ред. и с предисл. Я. Розанова. — Москва: Государственное изд-во; Л.: Государственное изд-во, 1929. — 63, [1] с.
- Очерки по истории войн и военного искусства. — М.: Воен. изд-во, 1941. — 337 с.
- Карл Маркс. История его жизни. — М.: Госполитиздат, 1957. — 612 с.
- Очерки по истории войны и военного искусства / пер. с нем. Н. Н. Попова. — 2-е изд., испр. и доп. —- М.: Пролетарий, 1925. — 511 с.
- В борьбе с классовой юстицией: сборник статей / Ф. Меринг; пер. с нем. под. ред. и с предисл. Я. Розанова. — М.: Государственное изд-во; Л.: Государственное изд-во, 1929. — 63, [1] с.
- От утопии к науке / предисл. Г. Литвина-Молотова. — Ростов-на-Дону—Краснодар: Юго-Восточное краевое партийное издательство «Буревестник». 1924. — 205 с.
- Литературно-критические работы: в 2 т. / ред. В. Полянский; Ком. Акад. при ЦИК СССР. Ин-т литературы и искусства. — М.; Л.: AcademiA, 1934 — Т. 1: Легенда о Лессинге. Литературно-критические статьи. — 748 с. — (Литературоведение и литературные пособия).
- Литературно-критические работы: в 2 т. Т. 2: Литературно-критические статьи. — М.: Academia; Ленинград: Academia, 1934. — 603 с. — (Литературоведение и литературные пособия / Коммунистическая акад. при ЦИК СССР, Науч.-исслед. ин-т литературы и искусства).
- К. Маркс и Ф. Энгельс — создатели научного коммунизма: [пер. с нем.] / [предисл. А. Полякова]. — М.: Госполитиздат, 1960. — 234 с. — (Библиотечка по науч. социализму; вып. 63).
- Избранные труды по эстетике в 2-х тт. / Ф. Меринг; авт. вступ. ст.: А. А. Вишневский; ред.-сост.: Н. Н. Сибиряков; пер. с нем.: С. Земляная; пер. с нем.: [и др.]. — М.: Искусство, 1985. — (История эстетики в памятниках и документах).
- Карл Маркс. История его жизни. — М.: Политиздат, 1990. — 559 с.